# Seven de Sudáfrica 2024
El Seven de Sudáfrica 2024 corresponde al segundo torneo de la Serie Mundial de Rugby 7, temporada 2024-25, en modalidades femenina y masculina, bajo formato abreviado, en el Estadio Municipal de Ciudad del Cabo.
Los equipos campeones fueron Nueva Zelanda en mujeres y Sudáfrica en varones.

## Formato abreviado
La World Rugby estableció un formato abreviado de dos días para los torneos de Ciudad del Cabo (#2) y Singapur (#6). Ambos torneos de realizan una semana después del anterior, razón por la cual la WR consideró conveniente realizarlos en un formato de menor cantidad de partidos a fin de cuidar la salud de quienes compiten.
El formato en estos dos torneos elimina los cuartos de final. Para ello contempla una etapa preliminar de cuatro grupos de tres equipos.
- Etapa de grupos. En el formato reducido se forman cuatro grupos (pools) de tres equipos cada uno, todos contra todos. Los grupos se conforman por sorteo, teniendo en cuenta la posición de cada equipo en el torneo anterior, o eventualmente la posición final en la serie anterior, si se trata del primer torneo de la temporada. Los cuatro equipos que encabezaron las posiciones en el torneo anterior, actúan como cabeza de serie de cada grupo; luego se sortean los dos equipos restantes en cada grupo, en dos secuencias, siempre de acuerdo a la posición obtenida en el torneo anterior: 5/8 y 9/12.[1] A diferencia del formato olímpico, en esta etapa no hay empate y, de ser necesario, cada partido debe definirse por el sistema de "primera diferencia". El equipo ganador obtiene tres puntos y el que pierde ninguno, pero a diferencia del formato olímpico, en esta etapa se concede un punto bonus al equipo que pierda por siete puntos o menos.

En caso de igualdad de puntos, los criterios para desempatar son: 
1. diferencia de tantos marcados a favor y en contra
2. diferencia entre tries marcados a favor y en contra
3. mayor cantidad de tantos marcados
4. mayor cantidad de tries marcados.

- Etapa eliminatoria. Los cuatro primeros de cada grupo disputan la semifinal y los ganadores la final por la copa. De modo similar, los cuatro segundos disputan la semifinal y los ganadores la final por el quinto puesto, mientras que los cuatro terceros hacen lo mismo en pos del noveno puesto.

## Puntaje
Cada uno de los seis torneos de la etapa regular concede un puntaje a cada equipo según la posición en la que finalicen: 

| Posición |    |    |    | 4  | 5  | 6  | 7 | 8 | 9 | 10 | 11 | 12 |
| Puntaje  | 20 | 18 | 16 | 14 | 12 | 10 | 8 | 6 | 4 | 3  | 2  | 1  |

## Competencia femenina
- Grupo A: Australia (6), Canadá (3) y Brasil (0).
- Grupo B: Nueva Zelanda (6), Japón (3) y China (1).
- Grupo C: Francia (6), Irlanda (3) y España (0).
- Grupo D: Estados Unidos (6), Gran Bretaña (3) y Fiyi (0).

Clasifican a semifinales los primeros de cada grupo:
|  | Semifinales    | Semifinales    | Semifinales    |                |               | Final         | Final | Final |  |
|  |                |                |                |                |               |               |       |       |  |
|  |                |                |                |                |               |               |       |       |  |
|  | Nueva Zelanda  | Nueva Zelanda  | 43             |                |               |               |       |       |  |
|  | Nueva Zelanda  | Nueva Zelanda  | 43             |                |               |               |       |       |  |
|  | Francia        | Francia        | 0              |                |               |               |       |       |  |
|  | Francia        | Francia        | 0              |                | Nueva Zelanda | Nueva Zelanda | 26    |       |  |
|  |                |                |                |                | Nueva Zelanda | Nueva Zelanda | 26    |       |  |
|  |                |                | Estados Unidos | Estados Unidos | 12            |               |       |       |  |
|  | Australia      | Australia      | Estados Unidos | Estados Unidos | 12            | 19            |       |       |  |
|  | Australia      | Australia      |                |                |               | 19            |       |       |  |
|  | Estados Unidos | Estados Unidos | 24             |                |               |               |       |       |  |
|  | Estados Unidos | Estados Unidos | 24             |                |               |               |       |       |  |
|  |                |                |                |                |               |               |       |       |  |

- Tercer puesto: Francia venció a Australia
- Quinto puesto: Canadá venció a Japón
- Séptimo puesto: Gran Bretaña venció a Irlanda
- Noveno puesto: China venció a Fiyi
- Undécimo puesto: Brasil venció a España

### Tabla general femenina al finalizar el torneo
| Pos. | Evento País    | Dubái | Ciudad del Cabo | Perth | Vancouver | Hong Kong | Singapur | Puntos total |
| ---- | -------------- | ----- | --------------- | ----- | --------- | --------- | -------- | ------------ |
| 1    | Nueva Zelanda  |       |                 |       |           |           |          | 38           |
| 2    | Australia      |       | 14              |       |           |           |          | 34           |
| 3    | Francia        |       |                 |       |           |           |          | 32           |
| 4    | Estados Unidos | 12    |                 |       |           |           |          | 30           |
| 5    | Gran Bretaña   | 14    | 8               |       |           |           |          | 22           |
| 6    | Canadá         | 6     | 12              |       |           |           |          | 18           |
| 7    | Japón          | 8     | 10              |       |           |           |          | 18           |
| 8    | Irlanda        | 10    | 6               |       |           |           |          | 16           |
| 9    | China          | 3     | 4               |       |           |           |          | 7            |
| 10   | Brasil         | 4     | 2               |       |           |           |          | 6            |
| 11   | Fiyi           | 1     | 2               |       |           |           |          | 4            |
| 12   | España         | 2     | 1               |       |           |           |          | 3            |

|  | En puesto de repechaje para disputar el ascenso/descenso. |  | Líder. |

## Competencia masculina
- Grupo A: Fiyi (6), Gran Bretaña (4) y Uruguay (0).
- Grupo B: España (6), Kenia (4) y Australia (2).
- Grupo C: Sudáfrica (6), Argentina (3) y Irlanda (0).
- Grupo D: Francia (6), Nueva Zelanda (3) y Estados Unidos (0).

Clasifican a semifinales los primeros de cada grupo:
|  | Semifinales | Semifinales | Semifinales |         |           | Final     | Final | Final |  |
|  |             |             |             |         |           |           |       |       |  |
|  |             |             |             |         |           |           |       |       |  |
|  | España      | España      | 12          |         |           |           |       |       |  |
|  | España      | España      | 12          |         |           |           |       |       |  |
|  | Sudáfrica   | Sudáfrica   | 19          |         |           |           |       |       |  |
|  | Sudáfrica   | Sudáfrica   | 19          |         | Sudáfrica | Sudáfrica | 26    |       |  |
|  |             |             |             |         | Sudáfrica | Sudáfrica | 26    |       |  |
|  |             |             | Francia     | Francia | 14        |           |       |       |  |
|  | Fiyi        | Fiyi        | Francia     | Francia | 14        | 17        |       |       |  |
|  | Fiyi        | Fiyi        |             |         |           | 17        |       |       |  |
|  | Francia     | Francia     | 19          |         |           |           |       |       |  |
|  | Francia     | Francia     | 19          |         |           |           |       |       |  |
|  |             |             |             |         |           |           |       |       |  |

- Tercer puesto: Fiyi le ganó a España
- Quinto puesto: Argentina le ganó a Nueva Zelanda
- Séptimo puesto: Kenia le ganó a Gran Bretaña
- Noveno puesto: Australia le ganó a Estados Unidos
- Undécimo puesto: Uruguay le ganó a Irlanda

### Tabla general masculina al finalizar el torneo
| Pos. | Evento País    | Dubái | Ciudad del Cabo | Perth | Vancouver | Hong Kong | Singapur | Puntos total |
| ---- | -------------- | ----- | --------------- | ----- | --------- | --------- | -------- | ------------ |
| 1    | Fiyi           |       |                 |       |           |           |          | 36           |
| 2    | España         |       | 14              |       |           |           |          | 32           |
| 3    | Sudáfrica      | 10    |                 |       |           |           |          | 30           |
| 4    | Francia        | 12    |                 |       |           |           |          | 30           |
| 5    | Argentina      |       | 12              |       |           |           |          | 28           |
| 6    | Nueva Zelanda  | 14    | 10              |       |           |           |          | 24           |
| 7    | Australia      | 8     | 4               |       |           |           |          | 12           |
| 8    | Gran Bretaña   | 6     | 6               |       |           |           |          | 12           |
| 9    | Kenia          | 3     | 8               |       |           |           |          | 11           |
| 10   | Uruguay        | 4     | 2               |       |           |           |          | 6            |
| 11   | Estados Unidos | 1     | 3               |       |           |           |          | 4            |
| 12   | Irlanda        | 2     | 1               |       |           |           |          | 3            |

|  | En puesto de repechaje para disputar el ascenso/descenso. |  | Líder. |